# Sminthuridae

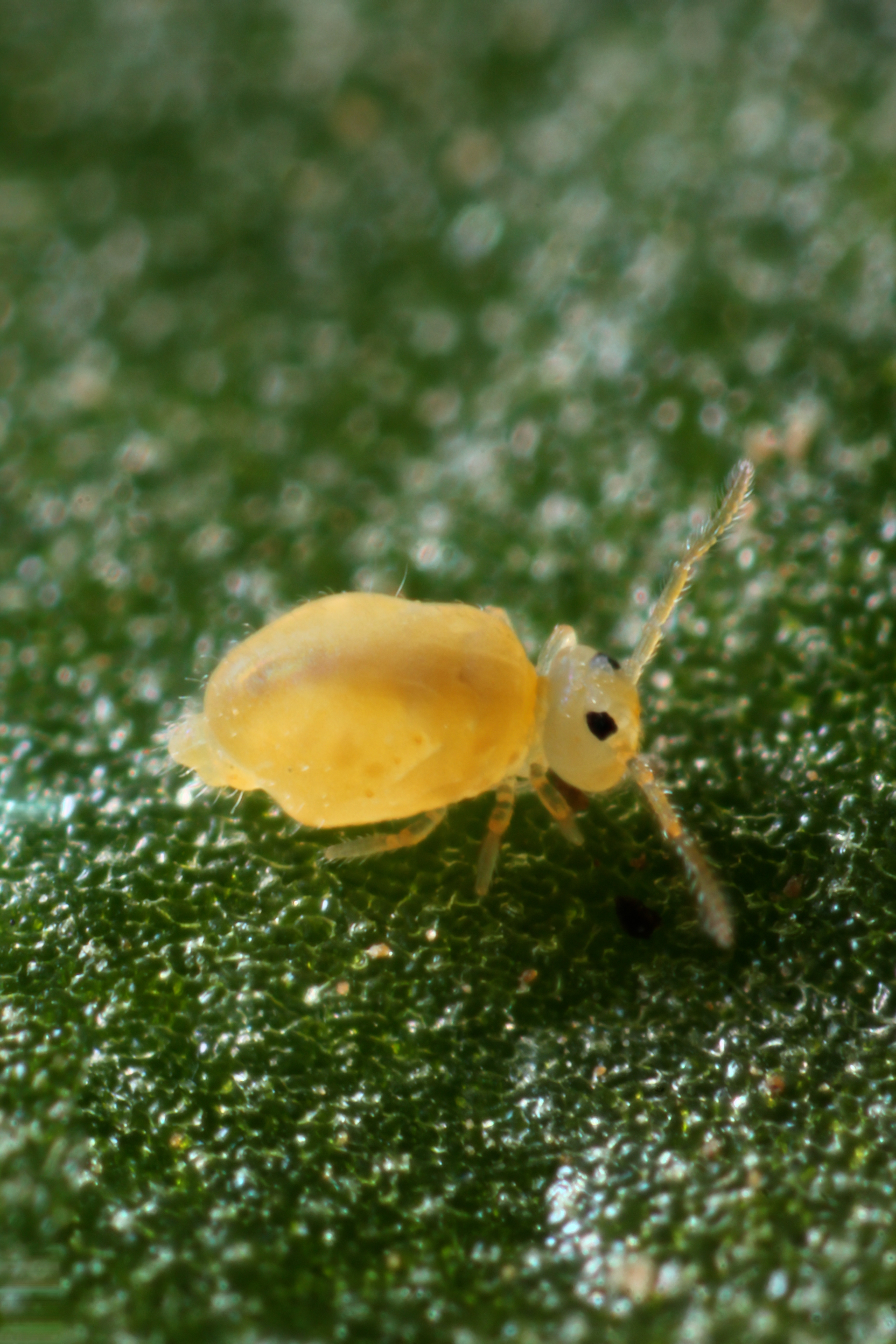
Bourletiella arvalis

Sminthuridae (Lubbock, 1862), syn. Sminthurididae (Börner, 1906), es una familia de Collembola del orden Symphypleona. Hay alrededor de 250 especies en 28 géneros de distribución mundial.

## Géneros
Algunos géneros de Sminthuridae:
- Arrhopalites Borner, 1906
- Bourletiella Banks, 1899
- Collophora Richards, 1964
- Dicyrtoma Bourlet, 1842 (nueva familia: Dicyrtomidae)
- Neosminthurus Mills, 1934
- Ptenothrix Borner, 1906
- Sminthurides Borner, 1900
- Sminthurus Latreille, 1802
- Sphyrotheca Borner, 1906
- Vesicephalus Richards, 1964

## Especies notables
- Allacma fusca, una especie común en Europa.
- Sminthurus viridis, esta especie ha sido introducida en Australia y se ha convertido en plaga.[4][5]